# NGC 6265
NGC 6265 is een lensvormig sterrenstelsel in het sterrenbeeld Hercules. Het hemelobject werd op 28 juni 1864 ontdekt door de Duitse astronoom Albert Marth.

## Synoniemen
- UGC 10624
- MCG 5-40-11
- ZWG 169.17
- NPM1G +27.0547
- PGC 59315